# Єнісейський ВТТ та будівництво 503
Єнісейський ВТТ та будівництво 503 (рос. ЕНИСЕЙСКИЙ ИТЛ И СТРОИТЕЛЬСТВО 503, Енисейжелдорлаг) — підрозділ, що діяв в системі виправно-трудових установ і будівництв СРСР, оперативне керування якого здійснювало Північне Управління таборів залізничного будівництва ГУЛЖДС.
Організований 05.02.49, імовірно на базі Заполярного ВТТ І БУДІВНИЦТВА 503 після зміни завдання Північному УПРАВЛІННЮ ТАБОРІВ ЗАЛІЗНИЧНОГО БУДІВНИЦТВА ГУЛЖДС.
Дислокація: в р-ні переправи через р. Єнісей ;
Красноярський край, с. Єрмаково (Ігарського р-ну)

## Історія
В 1948 р. проектно-пошукова експедиція виявила фатальну помилку у проекті, який втілював Заполярлаг: район Мису Кам'яного не придатний для розташування великого морського порту, так як глибина цієї частини Обської губи не перевищує 5, а біля берегів — 1,5 метри. БУДІВНИЦТВО 503 було перебазовано в р-н Ігарки.
При закритті 12.11.49 зі складу ПІВНІЧНОГО УПРАВЛІННЯ ТАБОРІВ ЗАЛІЗНИЧНОГО БУДІВНИЦТВА виведений Обський ВТТ та будівництво 501. ПІВНІЧНЕ УПРАВЛІННЯ ТАБОРІВ ЗАЛІЗНИЧНОГО БУДІВНИЦТВА реорганізоване в Північне УПРАВЛІННЯ ВТТ І БУДІВНИЦТВА 503.

## Виконувані роботи
- будівництво східної ділянки залізниці ст. Чум — Салехард — р. Пур — Ігарка: від р. Пур (включно) до морського порту в р-ні Ігарки з поромної переправою через Єнісей,
- створення ремонтної бази Будівництва 503 (з 03.05.49).

## Чисельність ув'язнених
- 07.49 — 1176,
- 08.49 — 12 427;
- 09.49 — 21 319;
- 01.11.49 — 29 260